# Polissoir du Fond du Goulay
Le polissoir du Fond du Goulay (Goulet) est un polissoir situé à Noisy-sur-École, dans le département de Seine-et-Marne en France.

## Protection
Le polissoir est classé au titre des monuments historiques en 1924.

## Description
Le polissoir est constitué d'une dalle de grès affleurant du sol. Il comporte huit rainures, dont quatre avec une arête de fond visible, trois cuvettes polies, une surface polie et deux bassins naturels.

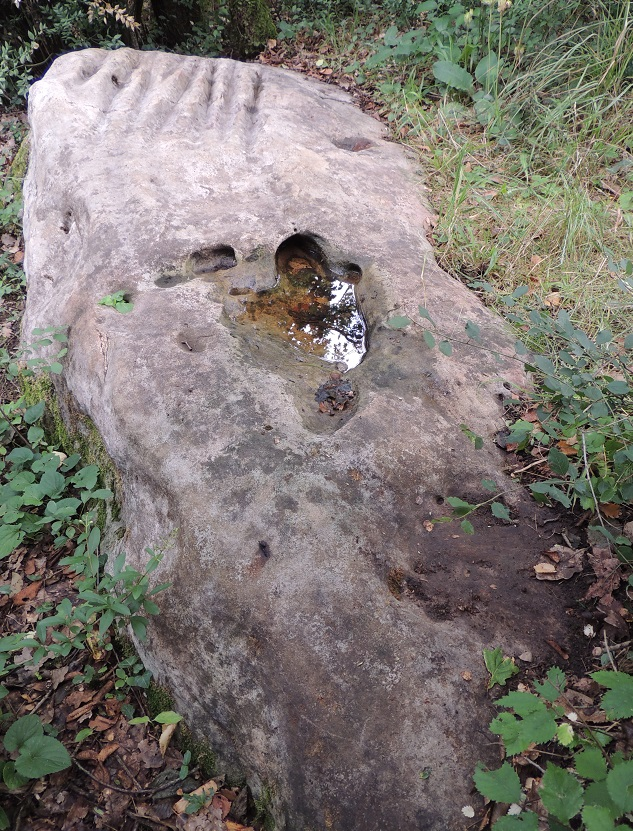
Le poissoir vue longitudinale.